# REEP5
REEP5‏ (Receptor accessory protein 5) هوَ بروتين يُشَفر بواسطة جين REEP5 في الإنسان.